# Maria Arbàtova
Maria Ivànovna Arbàtova, rus: Мари́я Ива́новна Арба́това (17 de juliol de 1957), és una novel·lista, assagista, periodista, presentadora de ràdio i televisió, activista i feminista russa.
Maria Arbàtova va néixer el 1957 a  Múrom. Va estudiar a l'Escola de Joves Periodistes de la Universitat Estatal de Moscou, i després es va traslladar a la Facultat de Filosofia. Va deixar la universitat a causa de diferències ideològiques. Va estudiar en la Divisió d'Arts Dramàtiques de l'Institut de Literatura Maksim Gorki i va rebre formació en psicoanàlisi. A partir d'allí es va convertir en una consumada activista. En l'era anterior a la perestroika, el seu treball literari va ser fortament censurat, a causa de les idees sobre alliberament femení que expressava.
Ha escrit al voltant de 20 llibres i nombrosos articles que han aparegut en reconegudes revistes i periòdics a Rússia i Europa. Els seus escrits expressen la seva ideologia feminista. També ha creat obres de teatre i ha participat en programes de televisió i de ràdio. Va ser presentadora del popular programa televisiu I, Myself, el qual es va mantenir en emissió durant aproximadament deu anys. Des del 2005 ha presentat el programa radial The Right to be Yourself.

## Traduccions a l'anglès
- On the Road to Ourselves (obra), de Russian Mirror: Three Plays by Russian Women, Psychology Press, 1998.[3]